# كراكوف
إقراقو أو كراكوف (بالبولندية:Kraków) هي واحدة من أقدم وثاني أكبر المدن البولندية، تقع المدينة على نهر فيستلا في المنطقة بولندا الصغرى، ويرجع تاريخ المدينة إلى القرن السابع الميلادي. وكان كراكوف تقليديا واحدة من المراكز الرائدة في الأكاديمية البولندية والثقافية والفنية والحياة. المراكز الاقتصادية الأكثر أهمية في بولندا. كانت عاصمة لبولندا 1038-1569 ؛ والكومنولث البولندي الليتواني 1569-1596؛ وأصبحت مدينة بدون أن تكون عاصمة لأي مقاطعة أو دولة 1815-1846؛ عاصمة للدوقية لكراكوف 1846-1918، وعاصمة كراكوف فويفود من القرن 14 إلى عام 1999. هي عليه الآن عاصمة محافظة بولندا الصغرى.
وقد نمت المدينة من مستوطنة العصر الحجري إلى مدينة بولندا ثاني أهم. كما انها بدأت قرية صغيرة على فافل هيل وكان يجري بالفعل ذكرت كمركز تجاري مزدحم في أوروبا السلافية في 965. ومع إنشاء جامعات جديدة والأماكن الثقافية في ظهور الجمهورية البولندية الثانية في عام 1918 وعلى مدار 20 القرن، أكد كراكوف دورها كمركز الأكاديمية والفنية وطنية كبرى. مدينة يبلغ عدد سكانها حوالي 760,000 في حين يعيش نحو 8 ملايين شخص في غضون 100 كيلومترا (62 ميلا) دائرة نصف قطرها من مربع الرئيسي.
وبعد اجتياح القوات الألمانية لبولندا خلال الحرب العالمية الثانية، تحولت كراكوف إلى عاصمة الحكومة العامة. تم نقل السكان اليهود من المدينة إلى منطقة مسورة والمعروفة باسم الغيتو كراكوف، الذي أرسلوا إلى معسكرات الإبادة مثل أوشفيتز وبلاسزو.
كانت كراكوف عاصمة الثقافة الأوروبية في عام 2000. فإن المدينة أيضا تقوم باستضافة اليوم العالمي للشباب في عام 2016

## الجغرافيا
كراكوف تقع في الجزء الجنوبي من بولندا، على نهر فيستولا (الاسم البولندية: فيسلا)، في واد في سفح جبال الكاربات، 219 متر (719 قدم) فوق مستوى سطح البحر؛ في منتصف الطريق بين المرتفعات الجوراسي روك إلى الشمال، وجبال تاترا 100 كم (62 ميل) إلى الجنوب، التي تشكل الحدود الطبيعية مع سلوفاكيا وجمهورية التشيك؛ 230 كم (143 ميل) غرب من الحدود مع أوكرانيا.

## مظهر المدينة

### الطبيعة في المدينة ː
يوجد في كراكوف خمس محميات طبيعية، تقع على مساحة كلية من 460,000 متر مربع.

## المناخ
| البيانات المناخية لـكراكوف ، بولندا | البيانات المناخية لـكراكوف ، بولندا | البيانات المناخية لـكراكوف ، بولندا | البيانات المناخية لـكراكوف ، بولندا | البيانات المناخية لـكراكوف ، بولندا | البيانات المناخية لـكراكوف ، بولندا | البيانات المناخية لـكراكوف ، بولندا | البيانات المناخية لـكراكوف ، بولندا | البيانات المناخية لـكراكوف ، بولندا | البيانات المناخية لـكراكوف ، بولندا | البيانات المناخية لـكراكوف ، بولندا | البيانات المناخية لـكراكوف ، بولندا | البيانات المناخية لـكراكوف ، بولندا | البيانات المناخية لـكراكوف ، بولندا |
| الشهر                               | يناير                               | فبراير                              | مارس                                | أبريل                               | مايو                                | يونيو                               | يوليو                               | أغسطس                               | سبتمبر                              | أكتوبر                              | نوفمبر                              | ديسمبر                              | المعدل السنوي                       |
| ----------------------------------- | ----------------------------------- | ----------------------------------- | ----------------------------------- | ----------------------------------- | ----------------------------------- | ----------------------------------- | ----------------------------------- | ----------------------------------- | ----------------------------------- | ----------------------------------- | ----------------------------------- | ----------------------------------- | ----------------------------------- |
| الدرجة القصوى °م (°ف)               | 15.7 (60.3)                         | 21.0 (69.8)                         | 25.2 (77.4)                         | 29.6 (85.3)                         | 33.3 (91.9)                         | 35.5 (95.9)                         | 36.1 (97.0)                         | 37.2 (99.0)                         | 33.1 (91.6)                         | 27.7 (81.9)                         | 21.2 (70.2)                         | 18.9 (66.0)                         | 37.2 (99.0)                         |
| متوسط درجة الحرارة الكبرى °م (°ف)   | 1.1 (34.0)                          | 1.5 (34.7)                          | 7.9 (46.2)                          | 13.7 (56.7)                         | 19.8 (67.6)                         | 22.1 (71.8)                         | 24.2 (75.6)                         | 23.9 (75.0)                         | 19.2 (66.6)                         | 13.6 (56.5)                         | 5.0 (41.0)                          | 2.9 (37.2)                          | 12.9 (55.2)                         |
| المتوسط اليومي °م (°ف)              | −2.1 (28.2)                         | −1.8 (28.8)                         | 3.8 (38.8)                          | 9.6 (49.3)                          | 14.1 (57.4)                         | 18.0 (64.4)                         | 19.6 (67.3)                         | 19.3 (66.7)                         | 14.7 (58.5)                         | 9.2 (48.6)                          | 2.6 (36.7)                          | 0.0 (32.0)                          | 8.9 (48.0)                          |
| متوسط درجة الحرارة الصغرى °م (°ف)   | −5.3 (22.5)                         | −5.1 (22.8)                         | −0.5 (31.1)                         | 5.5 (41.9)                          | 9.0 (48.2)                          | 13.8 (56.8)                         | 15.0 (59.0)                         | 14.7 (58.5)                         | 10.2 (50.4)                         | 4.8 (40.6)                          | 0.2 (32.4)                          | −2.9 (26.8)                         | 5.0 (41.0)                          |
| أدنى درجة حرارة °م (°ف)             | −29.9 (−21.8)                       | −29.6 (−21.3)                       | −22.9 (−9.2)                        | −9.4 (15.1)                         | −2.7 (27.1)                         | 0.6 (33.1)                          | 4.3 (39.7)                          | 2.0 (35.6)                          | −4.1 (24.6)                         | −7.9 (17.8)                         | −17.7 (0.1)                         | −25.5 (−13.9)                       | −29.9 (−21.8)                       |
| الهطول مم (إنش)                     | 34 (1.3)                            | 34 (1.3)                            | 35 (1.4)                            | 42 (1.7)                            | 56 (2.2)                            | 84 (3.3)                            | 90 (3.5)                            | 82 (3.2)                            | 55 (2.2)                            | 44 (1.7)                            | 41 (1.6)                            | 34 (1.3)                            | 631 (24.8)                          |
| متوسط أيام هطول الأمطار             | 15                                  | 12                                  | 13                                  | 9                                   | 11                                  | 12                                  | 13                                  | 13                                  | 11                                  | 12                                  | 14                                  | 12                                  | 147                                 |
| متوسط الرطوبة النسبية (%)           | 82                                  | 82                                  | 77                                  | 68                                  | 63                                  | 69                                  | 71                                  | 74                                  | 75                                  | 79                                  | 83                                  | 86                                  | 76                                  |
| ساعات سطوع الشمس الشهرية            | 43                                  | 54                                  | 102                                 | 144                                 | 189                                 | 204                                 | 208                                 | 183                                 | 153                                 | 105                                 | 51                                  | 33                                  | 1٬469                               |
| [بحاجة لمصدر]                       |                                     |                                     |                                     |                                     |                                     |                                     |                                     |                                     |                                     |                                     |                                     |                                     |                                     |

## الاقتصاد
كراكوف هي واحدة من أهم المراكز الاقتصادية في بولندا والمحور الاقتصادي للمنطقة بولندا الصغرى (مالوبولسكا). وبعد انهيار الشيوعية، والقطاع الخاص قد نما نموا مطردا. وهناك نحو 50 شركة كبيرة متعددة الجنسيات في المدينة، بما في ذلك غوغل، آي بي إم، وموتورولا، دلفي، MAN SE، جنرال الكتريك، آيون هيويت، هيتاشي، فيليب موريس، كابجيميني، وسيبر القابضة.
في عام 2005، وصلت الاستثمارات الأجنبية المباشرة في كراكوف حوالي 3.5 مليار دولار أمريكي. وكان معدل البطالة في كراكوف 4.8 في المئة في مايو 2007، أقل بكثير من المعدل الوطني البالغ 13 في المئة. كراكوف هي المدينة الثانية في بولندا (وارسو بعد) غالبا ما يزوره الأجانب. وفقا لتقرير الاستثمار العالمي 2011 من قبل مؤتمر الأمم المتحدة للتجارة والتنمية (الأونكتاد)، كراكوف هي أيضا المدينة الأكثر الناشئة للاستثمار في مشروعات التعهيد العالمية في العالم.

## السكان
كراكوف كان عدد سكانها 754854 سجلت من عام 2009. وفقا لبيانات عام 2006، سكان كراكوف تضم حوالي 2٪ من سكان بولندا و23٪ من سكان محافظة بولندا الصغرى.
| سنة  | السكان |
| ---- | ------ |
| 1791 | 23591  |
| 1835 | 36000  |
| 1870 | 49800  |
| 1900 | 85300  |
| 1910 | 137592 |
| 1921 | 184300 |
| 1931 | 219300 |
| 1935 | 259000 |
| 1945 | 298500 |
| 1955 | 428231 |
| 1965 | 520145 |
| 1975 | 684600 |
| 1985 | 740120 |
| 1995 | 744987 |
| 2003 | 757685 |
| 2009 | 754854 |

## الدين
عرفت مدينة كراكوف بوفرة المعابد والكنائس والمباني الدينية، حتى سميت في الماضي "روما من الشمال"
يوجد في كراكوف ما لا يقل عن 120 الكنائس في عام 2007، وقد تم بناء 65 في القرن العشرين.
يحتوي كراكوف أيضا العديد من المعالم المعمارية اليهودية، وزعت في جميع أنحاء بولندا. كان مركزا للحياة الروحية اليهودية قبل الغزو خلال الحرب العالمية الثانية. وقد دمر معظم المعابد في كراكوف خلال الحرب العالمية الثانية على يد النازيين الذين سلبها منهم من جميع الأشياء الخاصة بالطقوس، واستخدموه في مخازن للذخيرة، ومعدات مكافحة الحرائق، ومرافق التخزين العامة والاسطبلات. ، كان هناك حوالي 90 معابد يهودية نشطة في جميع أنحاء المدينة؛ لا تزال هناك أكثر من اثني عشر، و6 في الخدمة. تم تدمير الآثار وأماكن العبادة اليهودية الأخرى على أيدي النازيين خلال الحرب.
وكان عدد السكان اليهود بعد المحرقة من المدينة تضاءل إلى حوالي 5,900 قبل نهاية عام 1940. وفي الآونة الأخيرة، وذلك بفضل الجهود التي تبذلها المنظمات اليهودية، وبدعم مالي من العديد من الجمعيات الأجنبية، وقد تم ترميم معظم المعابد اليهودية في المدينة، وبالتالي تكون مفتوحة للجمهور.

## التعليم
كراكوف هي مركز رئيسي للتعليم. أربع وعشرين مؤسسات التعليم العالي عرض دورات في المدينة، مع أكثر من 200,000 طالب. جامعة جاجيلونيان، أقدم جامعة في بولندا وفي عام 2006 صنفتها مجلة تايمز للتعليم العالي في المرتبة الثانية كأفضل الجامعة في بولندا . تأسست في عام 1364 باسم جامعة كراكو وفي عام 1817 سميت الجامعة باسم جامعة جاجيلونيان لإحياء سلالة الملوك جاجيلونيان البولندي الليتواني، الذي أحيا أول جامعة كراكوف في الماضي. يوجد في مكتبة جاجيلونيان أكثر من 4 ملايين كتاب، بما في ذلك مجموعة كبيرة من المخطوطات في العصور الوسطى . يدرس في الجامعة جاجيلونيان حوالي 42325 طالب وطالبة (2005) و3،605 أعضاء هيئة التدريس، جامعة جاجيلونيان هي أيضا واحدة من المراكز البحثية الرائدة في بولندا. الشخصيات التاريخية الشهيرة مرتبطة مع جامعة وهم القديس يوحنا كانتيوس، جون دلوجوسز، نيكولاس كوبرنيكوس، الملك جون الثالث سوبيسكي، البابا يوحنا بولس الثاني والحائز على جائزة نويل للأدب عام 1961 إيفو أندريتش.
جامعة AGH للعلوم والتكنولوجيا، التي أنشئت في عام 1919، هي أكبر جامعة تقنية في بولندا، مع أكثر من 15 كلية وعدد الطلاب يتجاوز 30,000. وكان من الطبعة البولندية من مجلة نيوزويك في المرتبة كأفضل جامعة التقنية في البلاد في عام 2004. وخلال تاريخها الممتد 80 عاما، وتخرج أكثر من 73,000 طالب من AGH مع الماجستير أو درجة البكالوريوس. تم منح بعض الأشخاص 3,600 درجة دكتور في العلوم، ونحو 900 حصلوا على مؤهلات مؤهلة طبيب.
جامعة كراكوف للاقتصاد، التي أنشئت في عام 1925؛ جامعة التربوية والتي تأسست في عام 1946؛ جامعة الزراعة في كراكوف، حيث تقدم دورات منذ عام 1890 (في البداية كانت جزء من جامعة جاجيلونيان)؛ أكاديمية الفنون الجميلة، والتي تعتبر أكاديمية الفنون الجميلة أقدم في بولندا، التي أسسها الرسام البولندي جان ماديجكو ؛ وجامعة كراكوف للتكنولوجيا، التي لديها أكثر من 37,000 الخريجين.

## الرياضة
كراكوف هي المدينة المضيفة بطولة العالم للكرة الطائرة للرجال 2014 وبطولة أوروبا لكرة اليد للرجال2016. كما تم تحديده باسم مدينة أوروبية للرياضة لعام 2014.
كرة القدم هي واحدة من أكثر الرياضات شعبية في المدينة. وتعتبر نادي فيسوا كراكوف الرياضي واحدة من أقدم وأنجح أندية كرة القدم البولندية وتأسست في عام 1906.
ماراثون كراكوفيا، مع أكثر من ألف مشارك من عشرين دولة سنويا، وقد عقدت في المدينة منذ عام 2002. ولد في هذه المدينة أول سائق سباقات F1 روبرت كوبيتسا وترعرع فيها.
وقد بدأ بناء كراكوف ارينا الجديدة في مايو 2011؛ لإقامة ألعاب القوى في الأماكن المغلقة، والهوكي، وكرة السلة، وكرة القدم داخل الصالات، الخ، كراكوف ارينا ستكون جاهزة في عام 2013؛ ويقدر تكلفة على 363 مليون الزلوتي البولندي. وسوف تستوعب ما يصل إلى 15 ألف مشاهد. في حالة وجود الحفل، عندما يتم تعيين المرحلة على أقل الساحة، فإن منشأة تكون قادرة على مقعد ما يصل إلى 18 ألف شخص.
كراكوف تم تقديم العطاءات لاستضافة دورة الألعاب الأولمبية الشتوية 2022 مع ياسنا ولكن تم رفض العرض في استفتاء محلي في التاريخ 25 مايو 2014 بأغلبية 69,72٪ من الناخبين.

## المدن الشقيقة
كراكوف لديها علاقات وثيقة مع 34 مدينة حول العالم:
- بوردو، فرنسا (1993)
- براتيسلافا، سلوفاكيا
- بودابست، المجر (2005)
- كامبريدج، ماساتشوستس، الولايات المتحدة الأمريكية (1989)
- كوريتيبا، البرازيل (1993)
- قوسقو، بيرو
- إدنبرة، المملكة المتحدة (1995)
- فاس، المغرب (2004)
- فلورنسا، إيطاليا (1992)
- فرانكفورت، ألمانيا (1991)
- غوتنبرغ، السويد (1990)
- غروزني، روسيا (1997)
- غوادالاخارا، المكسيك
- إنسبروك، النمسا (1998)
- كييف، أوكرانيا (1993)
- لا سيرينا، شيلي (1995)
- لايبزيغ، ألمانيا (1995)
- لوفين، بلجيكا (1991)
- لفيف، أوكرانيا (1995)
- ميلانو، إيطاليا (2003)
- نيش، صربيا
- نورنبرغ، ألمانيا (1991)
- أورليان، فرنسا (1992)
- بيتش، المجر (1998)
- كيتو، الإكوادور
- روتشستر، نيويورك، الولايات المتحدة الأمريكية (1973)
- روما، إيطاليا
- سان بطرسبرج، روسيا (2006)
- سان فرانسيسكو، الولايات المتحدة الأمريكية (2009)
- إشبيلية، إسبانيا (2002)
- سولوتورن، سويسرا (1990)
- سبليت، كرواتيا
- تبليسي، جورجيا
- فيليكو ترنوفو، بلغاريا (1975)
- فيلنيوس، ليتوانيا
- زغرب، كرواتيا (1975)